# Trainz Simulator 2010 Engineers Edition
Trainz Simulator 2010 Engineers Edition – gra komputerowa z gatunku symulacji. Gra została wydana w 2010 przez CD Projekt. W grze gracz wciela się w maszynistę i prowadzi pociąg.
Wśród nowości oferowanych przez Trainz Simulator 2010 znajdziemy technologię SpeedTree (Dostępną dla wersji TS2009 jako oddzielny płatny dodatek) dzięki której roślinność wygląda o wiele bardziej realnie (Podatne na czynniki takie jak wiatr czy pory roku), Oprócz tego dodano istotną zmianą względem poprzednika jest tzw. System warstw mapy.

## Moduły gry
Pierwszym modułem gry jest Maszynista pozwalający na wcielenie się w rolę maszynisty pociągu. Możemy w nim przemierzać wirtualne szlaki kolejowe, dokonywać manewrów na stacjach lub też tworzyć rozkład jazdy, zgodnie z którym poruszają się pociągi sterowane przez komputer.
Drugi z modułów, Geodeta udostępnia intuicyjny interfejs oraz potężne narzędzia, dzięki którym w kilka chwil możemy utworzyć realistyczny świat, w którym osadzimy kolejowy szlak. Korzystając z dodatkowego oprogramowania można również zaimportować satelitarne mapy wysokości, co znacznie ułatwia odwzorowywanie istniejących w rzeczywistości kolei.
Moduł Geodeta i Maszynista zwarte są w jednym pod nazwą Linie
Moduł Lokomotywownia pełni rolę encyklopedii. Możemy w nim obejrzeć ze wszystkich stron występujące w grze modele lokomotyw oraz wagonów, a także poczytać sporządzone dla nich notki. Zawierają one charakterystyki danego pojazdu, a w przypadku bardziej znanych modeli także historię.
Moduł Osiągnięcia pełni rolę centrum informacji o naszych postępach w grze i zdobywanym doświadczeniu.
Moduł Aktualizacje gdzie z poziomu gry możemy dokonywać aktualizacji dodatków.

## Download Station
Dzięki łatwości tworzenia, istnieje ponad kilkadziesiąt tysięcy dodatków stworzonych przez fanów z całego świata. Firma Auran uruchomiła centrum gromadzenia i udostępniania dodatków zwanym „Download station” Aby z niego korzystać, wystarczy zarejestrować na stronie producenta numer seryjny zakupionej gry. Każdy z dodatków posiada swój unikatowy numer KUID pozwalający min. na identyfikację Autora, czy wersji.
Obiekty z Download Station są dostępne na dwa sposoby: przez FTP albo z użyciem specjalnego programu CM dostarczonego wraz z grą. Zaletą tego drugiego sposobu jest możliwość automatycznego pobierania całych paczek obiektów, podczas gdy w FTP trzeba każdy z nich ściągać oddzielnie.
Dostęp do centrum jest darmowy, jednak transfer pobieranych plików często nie przekracza kilku kb/s. Istnieje jednak możliwość wykupienia dostępu do znacznie szybszych serwerów, bilet 1 klasy, tak zwany First Class Ticket.

## Trainz Multiplayer
Trainz Multiplayer, obecnie wersja Beta jest dostępny publicznie jako łatka na TS2010 SP3 build 44088.
Do testów może przystąpić każdy kto zakupił i zarejestrował na planet Auran kopię TS2010 przed dniem 10 stycznia 2011.
Oprócz Download Station, istnieje także wiele stron stworzonych przez miłośników serii Trainz z licznymi dodatkami dostępnymi na własnych serwerach.